# زیمرتال
زیمرتال (به آلمانی: Simmertal) یک شهر در آلمان است که در باد کرویتسناخ واقع شده‌است.